# Bébé à bord (téléfilm)
Pour l’article homonyme, voir Bébé à bord.
Pour plus de détails, voir Fiche technique et Distribution.
Bébé à bord est un téléfilm français réalisé par Nicolas Herdt, diffusé le 15 septembre 2008 sur TF1.

## Synopsis
Audrey est une jeune Parisienne de 30 ans. Dynamique et ambitieuse, elle est promise à un bel avenir dans la société de cosmétiques bios où elle travaille. Lola, elle, insouciante et tête en l'air, préfère bourlinguer d'un pays exotique à l'autre, enchaînant les petits boulots depuis des années.
Mais alors, quel est le point commun entre Audrey, reine de l'organisation qui frôle la maniaquerie et Lola, championne toutes catégories de la gaffe ? Aucun si ce n'est qu'elles sont sœurs ! Lorsque Lola débarque du bout du monde, enceinte jusqu'aux dents pour s'installer sans prévenir chez sa sœur bien-aimée, au moment où celle-ci est sur le point de décrocher une super promotion, c'est la catastrophe ! Partagée entre l'envie d'aider sa sœur, de réussir sa carrière professionnelle et le désir décuplé de son fiancé d'avoir un bébé, Audrey risque de tout perdre ! Mais, contre toute attente, c'est Lola, par sa fraîcheur et sa spontanéité, qui permettra à Audrey de trouver un sens à sa vie. Enfin !

## Fiche technique
- Titre original : Bébé à bord
- Réalisateur :Nicolas Herdt
- Scénaristes : Dominique Golfier et Chloé Marçais
- Sociétés de production : GMT Productions, Stromboli Pictures, RTBF, TF1
- Producteur : Jean-Pierre Guérin pour GMT Productions, Véronique Marchat
- Musique du film : Christophe La Pinta
- Directeur de la photographie : Pierre Aïm
- Montage : Ain Varet
- Distribution des rôles : Marie-Christine Lafosse
- Création des décors : Dominique Beaucamps
- Création des costumes : Valérie Cabeli
- Coordinateur des cascades : Gilles Conseil
- Pays d'origine : France
- Genre : Comédie
- Durée : 90 minutes
- Date de diffusion : 15 septembre 2008 France

## Distribution
- Emmanuelle Boidron : Audrey
- Jennifer Lauret : Lola
- Yann Sundberg : Xavier
- Richaud Valls : Fabien
- Arièle Semenoff : Sophie, la mère de de Audrey et Lola
- Virgile Bayle : Luc
- Isabelle Leprince : La sage femme
- Stéphane Coulon : Grégory
- Bérangère Nicolle : Hôtesse Glenn
- Elise Diamant : La femme de chambre
- Samuel Jouy : Monsieur Manzoni
- Pierre Chevallier : Grand-père Manzoni
- Frédérique Bourdin : Femme pompier
- Patrick Sow : Policier
- Floriane Muller : Madame Manzoni
- Théodora Mytakis : Samantha
- Monique Martial : Grand-mère Manzoni
- Macha Béranger : Dame grincheuse à l'aéroport
- Hubert Saint-Macary : Du Vaillant, le grand patron de Déborah Glenn